# Cardioversor desfibrilhador implantável

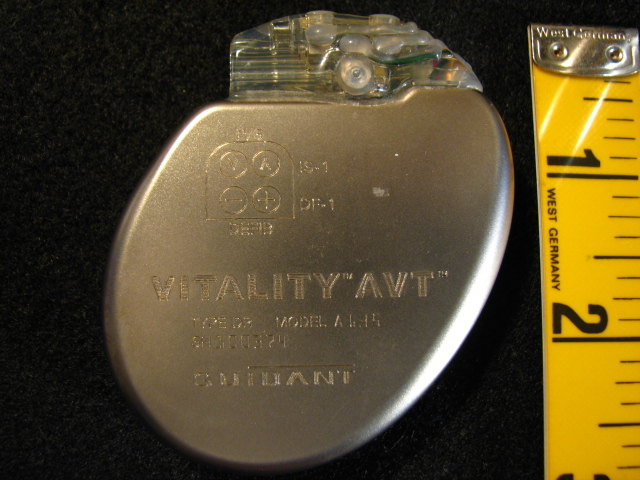
Cardioversor desfibrilhador implantável

Um cardioversor desfibrilhador implantável (CDI) é um dispositivo médico implantável no interior do corpo que permite fazer cardioversão, desfibrilhação e, em versões recentes, pacemaking do coração. O CDI permite corrigir muitas das mais perigosas arritmias cardíacas e é o tratamento de primeira linha e de terapêutica profilática em pacientes com elevado risco de parada cardíaca por fibrilhação ventricular e taquicardia ventricular.

## História

### Concepção e Desenvolvimento Inicial
O desenvolvimento do CDI remonta à década de 1960, no Sinai Hospital em Baltimore, com uma equipe que incluía Michel Mirowski, Morton Mower, Alois Langer, William Staewen e Joseph "Jack" Lattuca.
O cardiologista Michel Mirowski foi impulsionado na concepção do CDI após a morte súbita de seu mentor, Dr. Harry Heller, devido a uma taquicardia ventricular.
Em 1968, Michel Mirowski foi contratado pelo Sinai Hospital em Baltimore como diretor da unidade de cuidados coronários, onde teve tempo dedicado para pesquisa. Junto com o cardiologista Morton Mower, Mirowski iniciou a concepção de um dispositivo que pudesse monitorar continuamente o ritmo cardíaco e administrar um choque elétrico para interromper arritmias fatais. Em 1969, eles testaram com sucesso o primeiro protótipo rudimentar em um cão.
Apesar do ceticismo da comunidade médica e da falta de apoio financeiro, Mirowski e Mower perseveraram. Em 1972, eles conseguiram apoio da Medrad, uma empresa de equipamentos médicos fundada pelo médico e engenheiro Stephen Heilman. Essa parceria resultou no primeiro protótipo de CDI suficientemente pequeno para ser implantado em um cão em 1975. Um filme documentando a desfibrilação bem-sucedida desse cão trouxe visibilidade ao projeto, atraindo interesse e suporte.

### Primeiros Implantes em Humanos
A primeira implantação bem-sucedida de um CDI em um ser humano ocorreu em fevereiro de 1980, no Johns Hopkins Hospital. Uma mulher de 57 anos com doença coronariana grave e arritmias ventriculares recorrentes foi a primeira a receber o dispositivo. O CDI foi capaz de interromper com sucesso um episódio de fibrilação ventricular induzida duas semanas após a implantação.
Os primeiros dispositivos eram grandes, pesando 250 gramas, e exigiam uma toracotomia para a colocação de eletrodos epicárdicos e do gerador de pulsos no abdômen. Esses dispositivos iniciais eram programados apenas para reconhecer e tratar fibrilação ventricular, não sendo capazes de detectar taquicardias ventriculares instáveis que poderiam evoluir para fibrilação ventricular.

### Evolução Tecnológica
A segunda geração de CDIs, desenvolvida na década de 1980, introduziu a capacidade de detectar arritmias ventriculares usando parâmetros de densidade de probabilidade e permitiu a programação mínima e a estimulação bradicárdica. A introdução de eletrodos transvenosos em 1988 eliminou a necessidade de toracotomia, permitindo que os procedimentos de implantação fossem realizados em laboratórios de eletrofisiologia.
Os CDIs de terceira geração, introduzidos no início da década de 1990, apresentavam melhorias significativas, como a capacidade de estimulação antitaquicardia (ATP), choques de baixa energia para terminar taquicardias ventriculares e funções avançadas de telemetria e programação. A construção dos eletrodos também evoluiu, com o design coaxial sendo substituído por um design de múltiplos lúmens, melhorando a resistência a forças de compressão.
Atualmente, os CDIs de quarta geração são menores e mais sofisticados, pesando entre 80 e 90 gramas, com uma vida útil da bateria de até 9 anos. Todos os CDIs modernos possuem capacidade de estimulação de sobrecarga (ATP), que pode muitas vezes terminar taquicardias ventriculares sem a necessidade de terapia de choque. Além disso, estão disponíveis com estimulação biventricular para pacientes com insuficiência cardíaca avançada.

### Linha do Tempo do Desenvolvimento do Cardiodesfibrilador Implantável (CDI)[6][7]
1966 – O mentor de Mirowski, Dr. Harry Heller, morre devido a um evento arrítmico súbito, inspirando a visão de Mirowski sobre o CDI 
1969 – Mirowski/Mower iniciam colaboração no Sinai Hospital (Baltimore) 
1971 – Mirowski/Mower obtêm patente para o CDI 
1972 – Editorial de oposição de Lown (Circulation) 
1972 – Resposta de Moss a Lown (Circulation) 
1972-1977 – Testes pré-clínicos; otimização do design; algoritmo de detecção de sensibilidade; função de memória armazenada; primeiros esforços para comercializar o sistema 
1972 – Nenhum interesse demonstrado pela Medtronic em apoiar o projeto ou a patente do CDI 
1972 – Afiliação com MedRad; engenharia biomédica e circuitos eletrônicos miniaturizados 
1973 – Programa intramural de cardiologia do NIH rejeita a colaboração com Mirowski, sem interesse 
1973 – Primeira desfibrilação transvenosa (baixa energia) no contexto de cirurgia cardíaca (Mirowski/Mower; Circulation) 
1978-1981 – CDI implantado cronicamente em cães 
1980 – Primeiros implantes permanentes em 3 pacientes, demonstrando a terminação automática da FV induzida, no Johns Hopkins Hospital (sistema de eletrodo epicárdico); (New England Journal of Medicine) 
1982 – Cardioversão transvenosa de baixa energia de TV (Doug Zipes) 
1982 – Primeiros implantes de CDI na Europa; Seah Nisam (INTEC); Philippe Coumel (Paris); John Camm (St. George’s Hospital, Londres) 
1984 – Primeiro implante de eletrodo transvenoso permanente para cardioversão de baixa energia (Zipes; Prystowsky; Saksena; Parsonnet) 
1985 – Aprovação formal do FDA para o CDI e lançamento no mercado 
1986 – Aprovação de reembolso pelo Medicare 
1985-1990 – Número de implantes acelera; produção em massa em andamento 
1990-1993 – Estimulação antitaquicardia/bradicardia; algoritmo de detecção aprimorado; forma de onda bifásica; função de memória armazenada 
1990 – Mirowski morre (idade 65 anos) 
1993 – Primeiro sistema de eletrodo transvenoso endocárdico de estimulação/sensação/desfibrilação introduzido com aprovação do FDA, permitindo a prevenção primária 
1994 – Eli Lilly abandona a divisão de CDI 
1996 – Início da era de ensaios prospectivos, multicêntricos e randomizados (duração de 10 anos). CDI vs. drogas antiarrítmicas (por exemplo, amiodarona); MADIT I (prevenção primária sem parada cardíaca prévia em doença cardíaca isquêmica e prova de conceito); Arthur Moss 
1997 – Ensaio AVID (prevenção secundária em sobreviventes de parada cardíaca) (Zipes) 
2000 – CDI introduzido na cardiomiopatia hipertrófica (HCM) e doenças cardíacas genéticas (New England Journal of Medicine) apoiado pela Medtronic seguido por programa de mais de 20 anos; BJ Maron; MS Maron (Lahey Hospital and Medical Center) 
2000 – Ensaio MUSTT (Alfred Buxton; Beth Israel-Deaconess, Boston) 
2002 – MADIT II (prevenção primária e estratificação de risco); Arthur Moss 
2002 – Primeiros dispositivos CRT-D com aprovação do FDA 
2005 – SCD-HeFT, doença isquêmica e não isquêmica (Gust Bardy) 
2005 – "Assunto Guidant": Morte súbita de jovem paciente com HCM com CDI mecanicamente defeituoso desencadeia revelações de comunicação inadequada entre a indústria e a comunidade/pacientes praticantes 
2006 – Boston Scientific adquire a Guidant (e CDI)  
2009 – MADIT-CRT (Arthur Moss, Wojciech Zareba; Helmut Klein; James Daubert; Ilan Goldenberg) 
2010 – CDI subcutâneo introduzido (Gust Bardy) 
2007-2011 – Recall de eletrodos: Sprint Fidelis; Riata 
2021 – CDIs em pelo menos 60 países; estimativa de 1,5 milhão de dispositivos nos Estados Unidos; incontáveis vidas salvas e/ou prolongadas em todo o mundo 
Legenda dos Estudos citados:
- MADIT I: Multicenter Automatic Defibrillator Implantation Trial I
- MADIT II: Multicenter Automatic Defibrillator Implantation Trial II
- MUSTT: Multicenter Unsustained Tachycardia Trial
- SCD-HeFT: Sudden Cardiac Death in Heart Failure Trial
- AVID: Antiarrhythmics Versus Implantable Defibrillators Trial

## Mecanismo de Funcionamento
O CDI consiste em um gerador de pulsos e um ou mais cabos elétricos (eletrodos) que são conectados ao coração. O gerador contém uma bateria e um microcomputador que monitoram continuamente o ritmo cardíaco. Em caso de detecção de arritmias ventriculares graves, como taquicardia ventricular (TV) ou fibrilação ventricular (FV), o CDI pode aplicar uma série de intervenções:
- Estimulação antitaquicardia (ATP): Pequenos impulsos elétricos para tentar interromper a arritmia.
- Cardioversão: Choques de baixa energia para corrigir o ritmo cardíaco.
- Desfibrilação: Choques de alta energia para restaurar o ritmo normal em casos de arritmias mais graves.

Além disso, o CDI pode funcionar como um marca-passo, fornecendo estimulação em caso de bradicardia (batimentos cardíacos lentos).

## Indicações para Uso de CDI
O CDI é uma tecnologia fundamental no tratamento e prevenção de arritmias ventriculares potencialmente fatais. A implantação do CDI é recomendada para diversas condições clínicas que expõem o paciente a riscos elevados de morte súbita cardíaca. As principais indicações para o uso do CDI são baseadas em critérios clínicos rigorosos que avaliam o risco de eventos arrítmicos graves. Seguem as principais indicações para o uso do equipamento:

### Sobreviventes de Parada Cardíaca
Uma das principais indicações para a implantação de um CDI é a recuperação de um episódio de parada cardíaca. Pacientes que sobreviveram a um evento de fibrilação ventricular (FV) ou taquicardia ventricular (TV) com instabilidade hemodinâmica, sem uma causa reversível identificável, são candidatos fortes para receber um CDI. Esta intervenção visa prevenir recorrências fatais.

### Taquicardia Ventricular Sustentada
O CDI é frequentemente indicado para indivíduos que apresentam taquicardia ventricular sustentada, especialmente quando essa condição causa sintomas significativos ou instabilidade hemodinâmica. Nestes casos, o CDI oferece uma terapia eficaz para interromper episódios arrítmicos e prevenir complicações graves.

### Cardiomiopatia com Fração de Ejeção Reduzida
Pacientes com cardiomiopatia, seja isquêmica ou não-isquêmica, que possuem uma fração de ejeção ventricular esquerda reduzida (≤35%) e estão em classes funcionais II ou III da New York Heart Association (NYHA) também são indicados para a implantação de um CDI. Esta indicação baseia-se na alta probabilidade de desenvolvimento de arritmias ventriculares fatais nesta população.

### Síncope de Origem Indeterminada
Quando a síncope (desmaio) ocorre sem uma causa clara e é associada a um risco elevado de arritmias ventriculares, o CDI pode ser uma opção preventiva. Estudos eletrofisiológicos podem ser utilizados para identificar arritmias induzíveis, reforçando a necessidade do dispositivo para proteção contínua contra episódios arrítmicos.

### Condições Genéticas de Alto Risco
Algumas condições genéticas que predispõem a arritmias ventriculares perigosas, como a síndrome de Brugada, a síndrome do QT longo congênito e a cardiomiopatia hipertrófica, justificam a implantação de um CDI. Nestes casos, a presença de antecedentes familiares de morte súbita ou sintomas clínicos específicos, como síncope recorrente, aumenta a indicação para o uso do CDI.

### Profilaxia Primária
Em certos contextos, o CDI é implantado como medida profilática em pacientes com alto risco de arritmias ventriculares fatais, mesmo na ausência de um evento arrítmico prévio. Esta abordagem é comum em indivíduos com cardiopatia isquêmica, com significativa disfunção ventricular e outros marcadores de risco elevado, como a presença de taquicardia ventricular não-sustentada.

## Cirurgia de Implantação
O procedimento de implantação do CDI é relativamente simples e seguro, realizado sob sedação leve e anestesia local. O dispositivo é geralmente implantado na região subcutânea abaixo da clavícula. A cirurgia segue os seguintes passos:
Incisão e Criação de Bolsa: Uma pequena incisão é feita na pele, onde uma bolsa é criada entre a pele e o tecido muscular.
Inserção dos Eletrodos: Utilizando fluoroscopia (raios-X), os eletrodos são guiados através de uma veia até o coração.
Conexão ao Gerador: Os eletrodos são conectados ao gerador, que é então colocado na bolsa subcutânea.
Testes e Programação: O CDI é testado e programado para garantir seu funcionamento adequado.
A cirurgia geralmente dura entre 1 a 2 horas, e o paciente pode retornar à maioria das atividades normais dentro de alguns dias, com restrições temporárias de movimento do braço no lado da implantação.

### Pós-Operatório e Cuidados
Após a cirurgia, o paciente deve seguir algumas orientações específicas para garantir a cicatrização adequada e o funcionamento correto do dispositivo:
Evitar levantar o braço acima do ombro no lado da implantação por algumas semanas.
Manter o local da incisão limpo e seco.
Realizar acompanhamento regular com o cardiologista para monitorar a função do CDI e a condição do coração.
Seguir orientações específicas sobre o uso de dispositivos eletrônicos e evitar exposições a campos magnéticos fortes.
Vida Útil e Manutenção do Aparelho
A bateria de um CDI dura entre 5 a 7 anos, dependendo da frequência de uso para desfibrilação e estimulação. Quando a bateria está próxima do fim, o gerador deve ser substituído em um procedimento ambulatorial simples. A monitorização regular do CDI é essencial para garantir seu funcionamento correto e a longevidade do dispositivo.